# Berești-Tazlău
Berești-Tazlău – wieś w Rumunii, w okręgu Bacău, w gminie Berești-Tazlău. W 2011 roku liczyła 1139 mieszkańców.